# Krum Georgiew
Krum Georgiew, bułg. Крум Георгиев (ur. 24 maja 1958 w Pazardżiku, zm. 31 lipca 2024) – bułgarski szachista, arcymistrz od 1988 roku.

## Kariera szachowa
Od końca lat 70. XX w. do pierwszych lat XXI w. należał do szerokiej czołówki bułgarskich szachistów. Pomiędzy 1980 a 2000 sześciokrotnie uczestniczył w szachowych olimpiadach, natomiast w 1980, 1983 i 1989 – na drużynowych mistrzostwach Europy. W swoim olimpijskim debiucie odniósł duży indywidualny sukces, pokonując Garriego Kasparowa, późniejszego mistrza świata, a wówczas zawodnika ścisłej światowej czołówki. W czasie swojej kariery wielokrotnie startował w finałach indywidualnych mistrzostw Bułgarii, w 1992 zdobywając brązowy, a w 2003 – srebrny medal.
W 1977 zwyciężył w międzynarodowym turnieju rozegranym w Pazardżiku. Na przełomie 1977 i 1978 osiągnął duży sukces, zdobywając w Groningen brązowy medal mistrzostw Europy juniorów do lat 20 (za Shaunem Taulbutem i Siergiejem Dołmatowem). W kolejnych latach wielokrotnie brał udział w międzynarodowych turniejach, sukcesy odnosząc m.in. w:
- Kallithei (1978, I-II z Petyrem Welikowem),
- Primorsku (1978, I-II),
- Salonikach (1979, I-IV),
- Płowdiw (1980, II),
- Uljmie (1981, I-II),
- Atenach (1983, I-II z Symbatem Lyputianem),
- Orange (1990, I),
- Peristeri (1991, I-IV),
- Ksanti (1991, I-II z Wiktorem Bołoganem),
- Limassol (1997, I-IV z Spiridonem Skiembrisem, Igorem Miladinoviciem i Efstratiorem Grivasem),
- Salonikach (2001, dz I m. z m.in. Igorem Miladinoviciem, Vlatko Bogdanovskim i Atanasiosem Mastrowasilisem),
- Burgas (2001, II-III za Ewgenim Janewem, z Wasylem Spasowem),
- Kairze (2002, turniej Golden Cleopatra, dz. II za Siergiejem Tiwiakowem, z m.in. Wiaczesławem Ikonnikowem, Azerem Mirzojewem, Igorsem Rausisem, Spartakiem Wysoczinem(inne języki) i Pawłem Blehmem)[7],
- Le Touquet {2003), I-IV z Ivanem Farago, Aleksandrem Gołoszczapowem i Dimitarem Marcholewem)[8],
- Paryżu (2005, I-II w Władimirem Ochotnikiem)[9],
- Mont-de-Marsan (2005/06, I m.),
- Saint-Affrique (2006, dz. II m. za Jean-Marcem Degraeve, z m.in. Markiem Hebdenem, Emmanuelem Bricardem, Viestursem Meijersem i Miłko Popczewem),
- Paryżu (2007, I m.).

Najwyższy ranking w dotychczasowej karierze osiągnął 1 października 2000, z wynikiem 2532 punktów zajmował wówczas 7. miejsce wśród bułgarskich szachistów.